# Japanagromyza inaequalis
Japanagromyza inaequalis är en tvåvingeart som beskrevs av Malloch 1914. Japanagromyza inaequalis ingår i släktet Japanagromyza och familjen minerarflugor. Inga underarter finns listade i Catalogue of Life.